# Janji Mauli Baringin
Janji Mauli Baringin is een bestuurslaag in het regentschap Tapanuli Selatan van de provincie Noord-Sumatra, Indonesië. Janji Mauli Baringin telt 488 inwoners (volkstelling 2010).